# Mougalaba
Mougalaba es un departamento de la provincia de Ngounié en Gabón. En octubre de 2013 presentaba una población censada de 1490 habitantes.
Se encuentra ubicado al sur del país, sobre la cuenca hidrográfica del río Ngounié —el mayor afluente del río Ogooué tras el río Ivindo— y cerca de la frontera con República del Congo.